# NGC 4571
NGC 4571 (również IC 3588, PGC 42100 lub UGC 7788) – galaktyka spiralna (Sc), znajdująca się w gwiazdozbiorze Warkocza Bereniki. Odkrył ją William Herschel 14 stycznia 1787 roku. Należy do gromady w Pannie.